# Бёрнс, Ричард
Ри́чард Александер Бёрнс (англ. Richard Alexander Burns; 17 января 1971, Рединг, Беркшир, Англия — 25 ноября 2005, Лондон) — английский раллийный гонщик, чемпион мира по ралли 2001 года, вице-чемпион мира по ралли 1999 и 2000 годов. Чемпион Великобритании по ралли 1993 года. С 1991 года до конца карьеры выступал в паре с Робертом Ридом. Единственный английский гонщик, ставший чемпионом мира по ралли.
Ричард ушёл из спорта в 2004 году, из-за госпитализации и лечения от рака. Не сумев победить болезнь, спортсмен умер в 2005 году.

## Карьера

### Ранние годы
Водить Ричард начал в возрасте восьми лет — первая машина — старый Triumph 2000 его отца. В одиннадцать лет Бернс присоединился к автоклубу который объединял гонщиков до 17 лет, он стал водителем года этого клуба в 1984 году. Всего два года спустя его отец устроил ему поездку в Jan Churchill’s Welsh Forest Rally School — раллийную школу возле города Ньютон, где Бернс водил раллийный Ford Escort в течение дня, и с этого момента он определился со своей карьерой, он решил стать профессиональным раллийным гонщиком. После возвращения домой, раллийный менеджер Дэвид Уильямс, обратил на Ричарда внимание. В 1988 году он выступил на своем первом раллийном этапе на автомобиле Talbot Sunbeam. Автомобиль Ричарда был слабее остальных, и в 1989 году он был вынужден выступать на заимствованых авто для достижения лучших результатов.
В 1990 году он пришёл в Peugeot Challenge после того как Дэвид Уильямс купил Бернсу Peugeot 205 GTI. Он получил свой первый опыт на чемпионате мира по ралли, выступив на Ралли Великобритании этого же года. В 1991 году Бернс впервые познакомился с Робертом Ридом, который стал его штурманом в течение следующих 12 лет. В 1992 году Уильямс купил Бернсу Subaru Legacy группы N, и Ричард, при поддержке Prodrive выиграл национальный чемпионат группы N.
В 1993 году он присоединился к Subaru Rally Team — команде британского чемпионата по ралли, партнером его стал Алистер Макрей. Он выиграл четыре раунда, и стал самым молодым британским чемпионом. Он занял седьмое место на заснеженном Ралли Великобритании этого года. На волне его успеха 1993 года, Бернс остался с Subaru на 1994 и 1995 сезон. Его лучшим результатом было третье место на Ралли Великобритании 1995 года, после Карлоса Сайнса, и чемпиона мира Колина МакРея.

### WRC

#### 1996—1998 Mitsubishi
В 1996 году Ричард присоединился к Mitsubishi Rallyart. В 1998 году он выиграл свой первый этап чемпионата мира по ралли Ралли Сафари, пилотируя Mitsubishi Lancer Evo. Он добавил, вторую победу в карьере на Mitsubishi в Ралли Великобритании этого года.

#### 1999—2001 Subaru
В сезоне 1999 года Ричард Бёрнс присоединяется к Юхе Канккунену и Бруно Тири в составе заводской команды Subaru. В его руки попадает современнейшая Subaru Impreza WRC. Результатом упорной работы стало второе место в общем зачете чемпионата мира 1999 года. Он был претендентом на титул в 2000 году, но авария на Ралли Финляндии стала непреодолимым препятствием на пути к титулу. Результатом сезона стало вновь «серебро».
Чемпионат мира 2001 года, начался неудачно для Бёрнса, т.к. ему  удалось одержать в течение сезона лишь одну победу на Ралли Новой Зеландии. Колин МакРей на Ford Focus WRC, Томми Мякинен на Mitsubishi Lancer вели ожесточенную борьбу и выиграли по три этапа каждый в первой половине сезона и Маркус Гронхольм на Peugeot 206 WRC который одержал три победы в конце сезона. Но налицо и другая статистика: МакРей — 5 сходов и 3 финиша вне очков, Мякинен — 6 сходов и 1 вне очков, Гронхольм — 8 сходов, Бёрнс — 6 подиумов и два четвёртых места. Все решилось на домашнем для Ричарда Ралли Великобритании: сходы Мякинена и МакРея позволили Ричарду подняться на третье место, которого хватило по очкам для того, чтобы в итоге увезти с собой титул Чемпиона Мира 2001 года.

#### 2002—2003 Peugeot
Бернс присоединился Peugeot в сезоне 2002 года. Хотя Peugeot были амбициозной командой, Бернс с трудом поддерживал темп товарищей по команде — Маркуса Гронхольма и Жиля Паницци. Поэтому в конце сезона Бёрнс без борьбы передал свою «корону» чемпиона напарнику по команде Маркусу Гронхольму в 2003 году.

#### Уход из спорта
Мрачная перспектива продолжения выступлений в тени товарищей по команде наталкивает Бёрнса на мысль вернуться в Subaru. Он подписывает с ними контракт на сезон 2004 года. Но в конце 2003 года Бёрнсу был поставлен страшный диагноз — астроцитома, тип злокачественной опухоли головного мозга. Бёрнс прошёл курс лечения в течение 2004 года, перенес несколько операций в апреле 2005 года. Несмотря на то что врачи назвали их «успешными» было понятно, что Ричард Бёрнс не вернется в большие гонки.
Ричард Бёрнс ушёл из жизни 25 ноября 2005 года в возрасте 34 лет.

## Победы в чемпионате мира
Бёрнс побеждал на 7 разных ралли.
| #  | Ралли                    | Сезон | Штурман    | Автомобиль              |
| -- | ------------------------ | ----- | ---------- | ----------------------- |
| 1  | Ралли Сафари             | 1998  | Роберт Рид | Mitsubishi Lancer Evo 4 |
| 2  | Ралли Великобритании     | 1998  | Роберт Рид | Mitsubishi Lancer Evo 5 |
| 3  | Ралли Акрополис          | 1999  | Роберт Рид | Subaru Impreza WRC      |
| 4  | Ралли Австралии          | 1999  | Роберт Рид | Subaru Impreza WRC      |
| 5  | Ралли Великобритании (2) | 1999  | Роберт Рид | Subaru Impreza WRC      |
| 6  | Ралли Сафари (2)         | 2000  | Роберт Рид | Subaru Impreza WRC      |
| 7  | Ралли Португалии         | 2000  | Роберт Рид | Subaru Impreza WRC      |
| 8  | Ралли Аргентины          | 2000  | Роберт Рид | Subaru Impreza WRC      |
| 9  | Ралли Великобритании (3) | 2000  | Роберт Рид | Subaru Impreza WRC      |
| 10 | Ралли Новой Зеландии     | 2001  | Роберт Рид | Subaru Impreza WRC      |

## Результаты

### Статистика
Показатели, по которым Бёрнс был лучшим в сезоне (за исключением стартов и сходов), выделены зелёным цветом. Полужирным - лучшие лично для него.
| Сезон | Команда                     | Старты | Победы | Подиумы | СУ  | Лид. | Сходы | Очки | Место |
| ----- | --------------------------- | ------ | ------ | ------- | --- | ---- | ----- | ---- | ----- |
| 1995  | 555 Subaru World Rally Team | 3      | 0      | 1       | 0   | 0    | 1     | 16   | 9     |
| 1996  | Mitsubishi Ralliart         | 4      | 0      | 0       | 0   | 0    | 2     | 18   | 9     |
| 1997  | Mitsubishi Ralliart         | 8      | 0      | 1       | 20  | 13   | 2     | 21   | 7     |
| 1998  | Mitsubishi Ralliart         | 13     | 2      | 2       | 37  | 31   | 3     | 33   | 6     |
| 1999  | Subaru World Rally Team     | 14     | 3      | 6       | 52  | 68   | 3     | 55   | 2     |
| 2000  | Subaru World Rally Team     | 14     | 4      | 6       | 68  | 50   | 5     | 60   | 2     |
| 2001  | Subaru World Rally Team     | 14     | 1      | 6       | 35  | 26   | 4     | 44   | 1     |
| 2002  | Peugeot Total               | 14     | 0      | 5       | 41  | 24   | 5     | 34   | 5     |
| 2003  | Marlboro Peugeot Total      | 13     | 0      | 7       | 22  | 7    | 2     | 58   | 4     |
| Всего | Всего                       | 104    | 10     | 34      | 277 | 219  | 30    | 351  |       |

### Чемпионат мира
С 1990 по 1994 годы Ричард принял участие в 7 этапах и дважды закончил гонку в очках (7 место на Ралли Великобритании 1993 и пятое на Ралли Сафари 1994).
| Год  | Команда                     | Автомобиль                 | 1        | 2      | 3        | 4        | 5        | 6        | 7        | 8        | 9        | 10    | 11       | 12       | 13       | 14       | Место | Очки |
| ---- | --------------------------- | -------------------------- | -------- | ------ | -------- | -------- | -------- | -------- | -------- | -------- | -------- | ----- | -------- | -------- | -------- | -------- | ----- | ---- |
| 1995 | 555 Subaru World Rally Team | Subaru Impreza 555         |          |        | ПОР 7    |          | НЗЛ Сход |          |          | ВЕЛ 3    |          |       |          |          |          |          | 9     | 16   |
| 1996 | Mitsubishi Ralliart         | Mitsubishi Lancer Evo III  |          |        | ИНД Сход |          | АРГ 4    |          | АВС 5    |          | ИСП Сход |       |          |          |          |          | 9     | 18   |
| 1997 | Mitsubishi Ralliart         | Mitsubishi Lancer Evo IV   |          |        | КЕН 2    | ПОР Сход |          |          | АРГ Сход | ГРЕ 4    | НЗЛ 4    |       | ИНД 4    |          | АВС 4    | ВЕЛ 4    | 7     | 21   |
| 1998 | Mitsubishi Ralliart         | Mitsubishi Lancer Evo IV-V | МОН 5    | ШВЕ 15 | КЕН 1    | ПОР 4    | ИСП 4    | ФРА Сход | АРГ 4    | ГРЕ Сход | НЗЛ 9    | ФИН 5 | ИТА 7    | АВС Сход | ВЕЛ 1    |          | 6     | 33   |
| 1999 | Subaru World Rally Team     | Subaru Impreza WRC99       | МОН 8    | ШВЕ 5  | КЕН Сход | ПОР 4    | ИСП 5    | ФРА 7    | АРГ 2    | ГРЕ 1    | НЗЛ Сход | ФИН 2 | КИТ 2    | ИТА Сход | АВС 1    | ВЕЛ 1    | 2     | 55   |
| 2000 | Subaru World Rally Team     | Subaru Impreza WRC99-00    | МОН Сход | ШВЕ 5  | КЕН 1    | ПОР 1    | ИСП 2    | АРГ 1    | ГРЕ Сход | НЗЛ Сход | ФИН Сход | КИП 4 | ФРА 4    | ИТА Сход | АВС 2    | ВЕЛ 1    | 2     | 60   |
| 2001 | Subaru World Rally Team     | Subaru Impreza WRC2001     | МОН Сход | ШВЕ 16 | ПОР 4    | ИСП 7    | АРГ 2    | КИП 2    | ГРЕ Сход | КЕН Сход | ФИН 2    | НЗЛ 1 | ИТА Сход | ФРА 4    | АВС 2    | ВЕЛ 3    | 1     | 44   |
| 2002 | Peugeot Total               | Peugeot 206 WRC            | МОН 8    | ШВЕ 4  | ФРА 3    | ИСП 2    | КИП 2    | АРГ ДСК  | ГРЕ Сход | КЕН Сход | ФИН 2    | ГЕР 2 | ИТА 4    | НЗЛ Сход | АВС Сход | ВЕЛ Сход | 5     | 34   |
| 2003 | Marlboro Peugeot Total      | Peugeot 206 WRC            | МОН 5    | ШВЕ 3  | ТУР 2    | НЗЛ 2    | АРГ 3    | ГРЕ 4    | КИП Сход | ГЕР 3    | ФИН 3    | АВС 3 | ИТА 7    | ФРА 8    | ИСП Сход | ВЕЛ      | 4     | 58   |